# Stade Abdelkrim-Kerroum
Le stade Abdelkrim-Kerroum (en arabe : ملعب عبد الكريم كروم) est un stade de football situé dans la ville de Sig, en Algérie.

## Histoire

### Construction
Les travaux de construction du stade ont été lancés en 2013 avec une capacité de 20 000 places. La réalisation des travaux est confiée à une entreprise algérienne et conçu selon le modèle anglosaxon, sans piste; et entièrement couvert et a accueilli certains des matchs de football des Jeux méditerranéens de 2022.
Ce stade dispose de nombreuses installations annexes, le terrain de jeu secondaire est destiné à l'athlétisme avec 1 000 places, une salle couverte de 500 places et une piscine olympique. Le terrain d'assiette de ces quatre structures sportives de ce pôle occupe 13 hectares. D'autres équipements sont aussi prévus comme un gymnase, une cafétéria et un restaurant.

### Remise et ouverture
Le stade est inauguré, le 19 juin 2022. Le stade est nommé en hommage à Abdelkrim Kerroum, ancien joueur de l'Équipe du FLN,.